# 캇시 삼부작

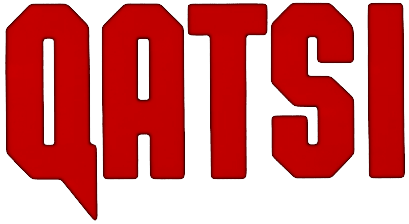

캇시 삼부작은 고드프레이 레지오가 감독하고 필립 글래스가 음악을 맡은 세 편의 영화를 비공식적으로 가리키는 말이다.
- 《코이아니스캇시: 균형 잃은 삶(Koyaanisqatsi: Life out of balance)》(1983년)
- 《포와크캇시: 변형 속의 삶(Powaqqatsi: Life in transformation)》(1988년)
- 《나코이캇시: 전쟁으로서의 삶(Naqoyqatsi: Life as war)》(2002년)

영화의 제목은 호피족이 쓰는 호피어에서 왔다. 영화 전체가 필립 글래스의 음악을 배경을 한 영상으로 되어 있다.